# 拉塔 (所羅門群島)
拉塔（英語：Lata, Solomon Islands）是索羅門群島泰莫圖省的首府，截至2007年，拉塔的總人口數有553人。拉塔有郵局、電信局和許多商店。拉塔有一條小型飛機跑道，有飛往馬基拉島和荷尼阿拉的航班。拉塔的氣候類型屬熱帶雨林氣候。